# Metalist 1925 Charków
Metalist 1925 Charków (ukr. Футбольний клуб «Металіст 1925» Харків, Futbolnyj Kłub „Metalist 1925” Charkiw) – ukraiński klub piłkarski, mający siedzibę w mieście Charków, w północno-wschodniej części kraju. Obecnie występuje w Premier-lidze.

## Historia
Chronologia nazw:
- 2016: Metalist 1925 Charków (ukr. «Металіст 1925» Харків)

Klub piłkarski Metalist 1925 został założony w miejscowości Charków 17 sierpnia 2016 roku po tym, jak został rozwiązany klub Metalist Charków. Pierwszy zespół klubu powstał na podstawie zawodników Młodzieżowej Akademii Metalist Charków. W sezonie 2016/17 zespół startował w Mistrzostwach Ukrainy wśród amatorów, zdobywając mistrzostwo w grupie, ale potem przegrał w finale z Ahrobiznesem Wołoczyska. W sezonie 2017/18 debiutował w rozgrywkach Drugiej ligi, wcześniej zapewnił sobie drugie miejsce w grupie oraz brązowe medale drugiej ligi, uzyskując promocję do Pierwszej ligi. W sezonie 2018/19 zajął czwarte miejsce.

## Barwy klubowe, strój
| Żółty | Niebieski |

Klub ma barwy żółto-niebieskie. Zawodnicy domowe spotkania zazwyczaj grają w żółtych koszulkach, żółtych spodenkach oraz żółtych getrach.

## Sukcesy

### Trofea międzynarodowe
Nie uczestniczył w rozgrywkach europejskich (stan na 31-05-2019).

### Trofea krajowe
| \| \| Zdobyte trofea w rozgrywkach Ukrainy (stan na: 31-05-2019) \| |                                                            |      |          |
| Rozgrywki                                                           | Osiągnięcie                                                | Razy | Sezon(y) |
| · Mistrzostwo                                                       | I miejsce                                                  | 0    |          |
| · Mistrzostwo                                                       | II miejsce                                                 | 0    |          |
| · Mistrzostwo                                                       | III miejsce                                                | 0    |          |
| · Mistrzostwo                                                       | 10.miejsce                                                 | 1    | 2021/22  |
| Puchar                                                              | zdobywca                                                   | 0    |          |
| Puchar                                                              | finalista                                                  | 0    |          |
| Puchar                                                              | 1/8 finału                                                 | 1    | 2021/22  |
| II liga                                                             | I miejsce                                                  | 0    |          |
| II liga                                                             | II miejsce                                                 | 0    |          |
| II liga                                                             | III miejsce                                                | 1    | 2020/21  |
| Ukraina                                                             | Zdobyte trofea w rozgrywkach Ukrainy (stan na: 31-05-2019) |      |          |

- Druha liha (D3):
  - 3.miejsce (1x): 2017/18

## Poszczególne sezony

### Rozgrywki krajowe
| \| Ukraina \| Bilans występów klubu w rozgrywkach piłkarskich Ukrainy (Stan na 31 maja 2023 r.) \| \| |                                                                                   |        |       |   |   |   |    |    |     |           |        |        |      |
| Poziom                                                                                                | Rozgrywki                                                                         | Sezony | Mecze | Z | R | P | B+ | B– | Pkt | Lata      | Awanse | Spadki | Naj. |
| I | Wyszcza Liha / Premier-liha                                                       | 2      |       |   |   |   |    |    |     | od 2021   | 0      | 0      | 10   |
| II | Persza liha                                                                       | 3      |       |   |   |   |    |    |     | 2018–2021 | 1      | 0      | 3    |
| III                                                                                                   | Druha liha                                                                        | 1      |       |   |   |   |    |    |     | 2017/18   | 1      | 0      | 3    |
| IV | Perehidna liha / Tretia liha / Amatorska liha                                     | 1      |       |   |   |   |    |    |     | 2016/17   | 1      | 0      | 2    |
| | Puchar Ukrainy                                                                    | 5      |       |   |   |   |    |    |     | od 2017   | 0      | 0      | 1/8  |
| Ukraina                                                                                               | Bilans występów klubu w rozgrywkach piłkarskich Ukrainy (Stan na 31 maja 2023 r.) |        |       |   |   |   |    |    |     |           |        |        |      |

## Piłkarze, trenerzy, prezydenci i właściciele klubu

### Piłkarze

#### Aktualny skład zespołu
Stan na 27.09.2023
| Nr | Poz. | Piłkarz                                   |
| -- | ---- | ----------------------------------------- |
| 1  | BR   | Denys Sydorenko                           |
| 2  | OB   | Dmytro Kapinus (wyp. z Szachtara Donieck) |
| 3  | OB   | Jewhenij Tkaczuk                          |
| 4  | OB   | Iwan Kowałenko                            |
| 5  | OB   | Mychajło Rudawski                         |
| 6  | PO   | Beka Wacziberadze                         |
| 7  | NA   | Ari Moura (wyp. z Metropolitano)          |
| 8  | PO   | Jarosław Martyniuk                        |
| 9  | NA   | Andrij Boriaczuk                          |
| 10 | PO   | Rostysław Rusyn                           |
| 11 | NA   | Andrij Remeniuk                           |
| 12 | BR   | Ihor Potimkow                             |
| 14 | NA   | Dmytro Jusow                              |
| 15 | PO   | Abdułła Abdułłajew                        |
| 17 | OB   | Ihor Kuryło                               |
| 19 | OB   | Andrij Tkaczuk                            |

| Nr | Poz. | Piłkarz                                  |
| -- | ---- | ---------------------------------------- |
| 20 | OB   | Wadym Czerwak                            |
| 21 | NA   | Kostiantyn Byczek                        |
| 22 | NA   | Władysław Dmytrenko                      |
| 23 | OB   | Rusłan Tkaczenko                         |
| 24 | NA   | Raymond Owusu                            |
| 27 | PO   | Dmytro Krawczenko                        |
| 28 | PO   | Artem Habełok (kapitan)                  |
| 29 | OB   | Maksym Życzykow                          |
| 30 | OB   | Mykyta Bezuhły                           |
| 31 | PO   | Leo Casaes                               |
| 33 | PO   | Igor Henrique                            |
| 37 | BR   | Ołeh Mozil                               |
| 74 | OB   | Marjan Faryna (wyp. z Szachtara Donieck) |
| 79 | NA   | Andrij Czyruk                            |
| 88 | NA   | Wadym Sołohub                            |
| 97 | NA   | Ołeksij Sydorow                          |

#### Piłkarze na wypożyczeniu
| Nr | Poz. | Piłkarz                                       |
| -- | ---- | --------------------------------------------- |
|    | BR   | Maksym Kowałenko (w FK Zwiahel do 30.06.2024) |
|    | OB   | Jurij Potimkow (w Nywa Buzowa do 30.06.2024)  |

| Nr | Poz. | Piłkarz                                               |
| -- | ---- | ----------------------------------------------------- |
|    | NA   | Władysław Ostrowski (w Worskła Połtawa do 30.06.2024) |

### Trenerzy
- 17.08.2016–26.09.2017:  Ołeksandr Pryzetko
- 27.09.2017−03.05.2018:  Ołeksandr Iwanow
- 03.05.2018−08.05.2018:  Serhij Raluczenko (p.o.)
- 08.05.2018−11.09.2018:  Serhij Walajew
- 11.09.2018−04.06.2019:  Ołeksandr Horiainow
- 19.06.2019–21.07.2020:  Andrij Demczenko
- 21.07.2020–21.08.2020:  Wiaczesław Chrusłow (p.o.)
- 21.08.2020–22.10.2022:  Wałerij Krywencow (21 August 2020 – 22 October 2022)
- 23.10.2022–05.11.2023:  Edmar (p.o.)
- 05.11.2023–20.12.2023:  Ołeh Hołodiuk (p.o.)
- 20.12.2023–...:  Wiktor Skrypnyk

### Prezydenci
- od 2016: Wołodymyr Linke

## Struktura klubu

### Stadion
Klub piłkarski rozgrywa swoje mecze domowe na stadionie Metalist w  Charkowie, który może pomieścić 40 003 widzów.

### Inne sekcje
Klub prowadzi drużyny dla dzieci i młodzieży w każdym wieku. Druga drużyna klubu występuje pod nazwą Metalist Junior (ukr. «Металіст Юніор»).

### Sponsorzy
Sponsorem technicznym jest włoska firma Erreà. Sponsorem głównym jest AES Group.

## Kibice i rywalizacja z innymi klubami

### Kibice
Kibice Metalista 1925 Charków mogą również stać się współwłaścicielem klubu, który ma status klubu narodowego.

### Rywalizacja
Największymi rywalami klubu są inne zespoły z miasta oraz okolic.

### Derby
- Metalist Charków (2019)
- Dynamo Kijów
- SK Dnipro-1
- Szachtar Donieck
- Karpaty Lwów
- Worskła Połtawa
- Arsenał Kijów
- Obołoń Kijów